# Jaroslav Pražák
Jaroslav Pražák (4. září 1911 – ???) byl český a československý politik Československé strany socialistické, poúnorový poslanec Národního shromáždění ČSSR a poslanec Sněmovny lidu Federálního shromáždění za normalizace.

## Biografie
Ve volbách roku 1964 byl zvolen za ČSS do Národního shromáždění ČSSR za Východočeský kraj. V Národním shromáždění zasedal až do konce volebního období parlamentu v roce 1968.
K roku 1968 se profesně uvádí jako vedoucí krajský tajemník ČSS z obvodu Nový Bydžov.
Po federalizaci Československa usedl roku 1969 do Sněmovny lidu Federálního shromáždění (volební obvod Nový Bydžov). Mandát obhájil ve volbách v roce 1971 a v parlamentu setrval do konce volebního období, tedy do voleb v roce 1976.